# Andrés García de Quiñones
Andrés García de Quiñones est un architecte et un sculpteur baroque espagnol, né en 1709, et mort dans la nuit du 15 novembre 1784.
Il est le fils de Antonio García Benítez, originaire Villafranca del Bierzo, et de Josefa Quiñones Álvarez. Il s'est marié le 29 décembre 1729 avec Ana Josefa Otero et a eu huit enfants, dont les architectes Jerónimo García de Quiñones, né en 1730, Antonio Cándido García de Quiñones, né en 1734.

## Biographie

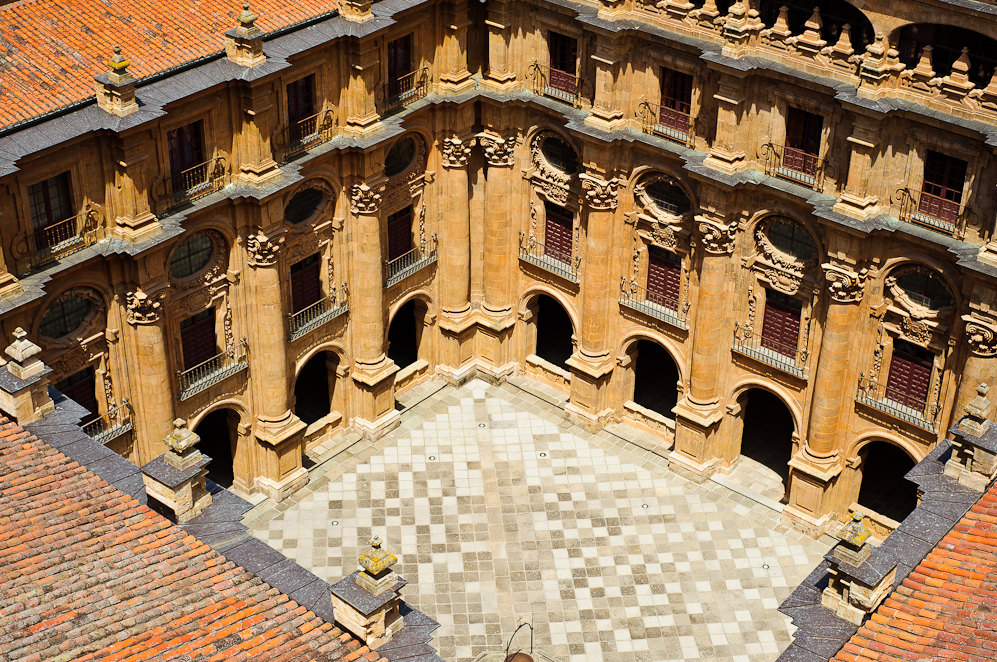
Patio de Estudios, La Clerecía de Salamanque

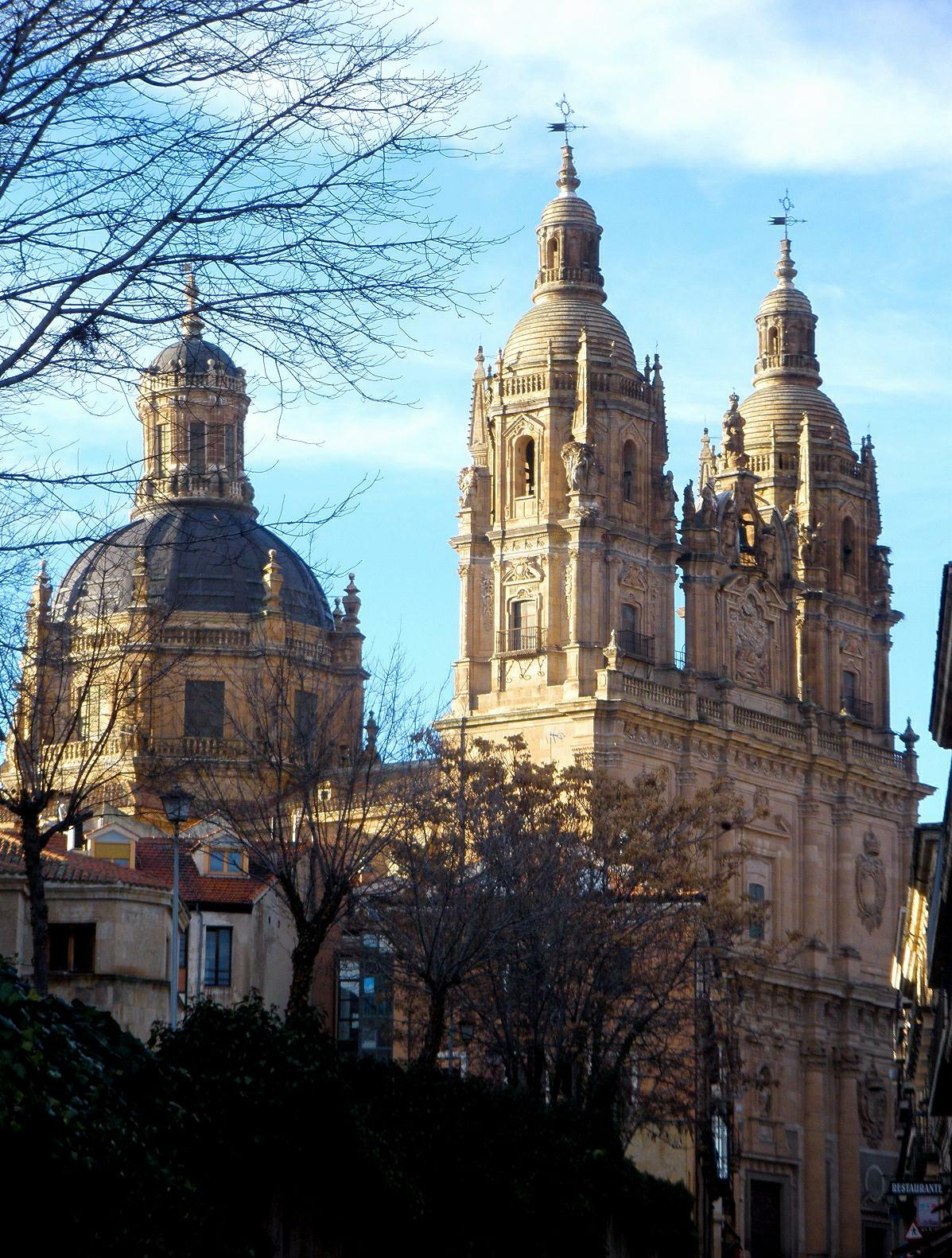
Les tours de La Clerecía, Salamanque

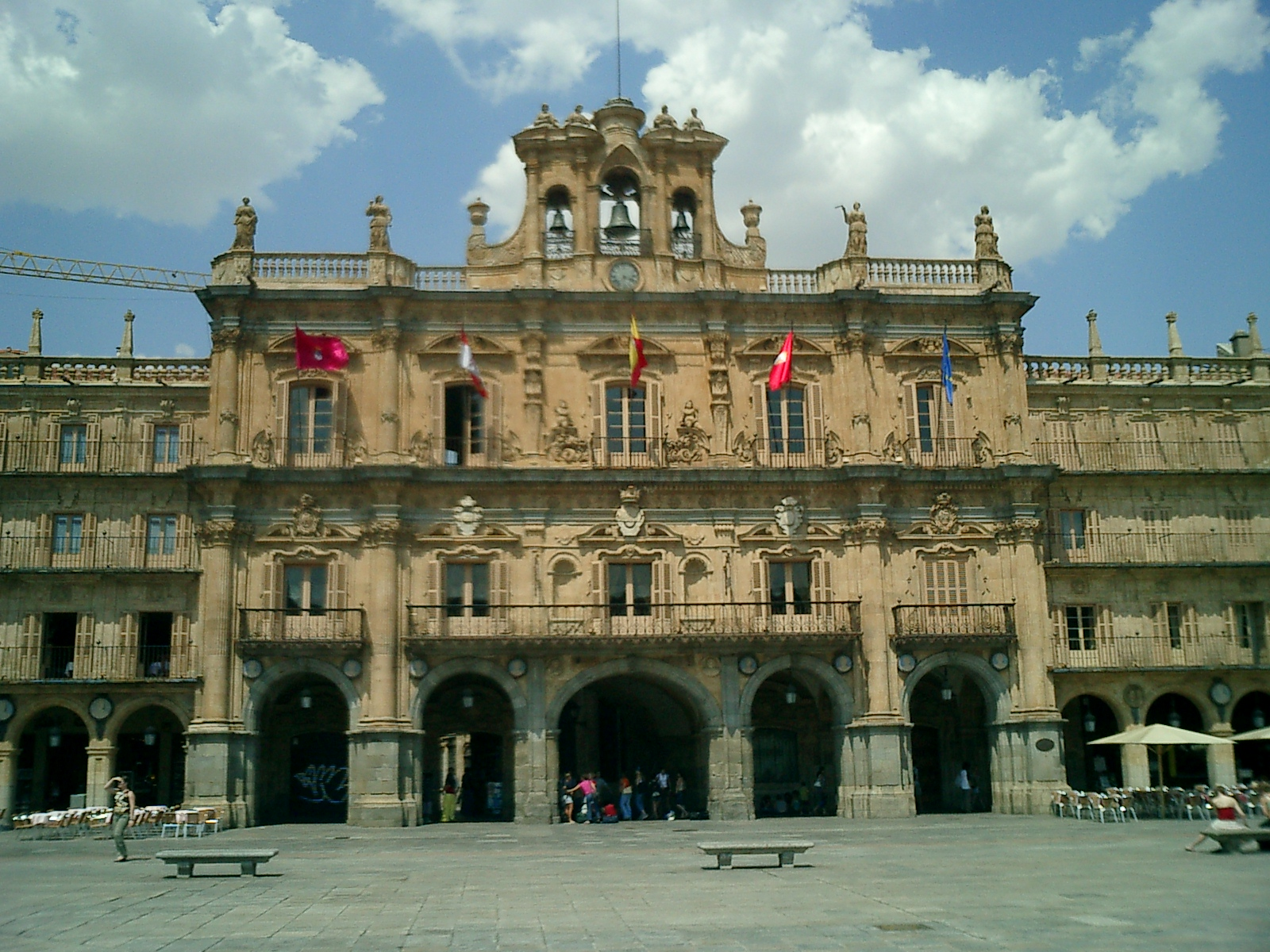
Hôtel de ville, Plaza Mayor de Salamanque

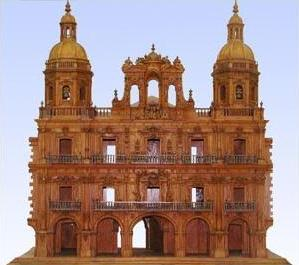
Maquette de l'hôtel de ville de Salamanque sur la plaza Mayor, avec les tours non réalisées, mais reprises sur La Clerecía

Il a travaillé essentiellement à Salamanque. Son œuvre la plus connue est l'achèvement de la plaza Mayor entre 1750 et 1755, et l'hôtel de ville de Salamanque dont le plan a été préféré à celui de Manuel de Larra Churriguera.
Il a été l'architecte de la Fabrique royale de la Compagnie de Jésus depuis au moins 1743. À partir de 1745, il a travaillé sur le séminaire jésuite de La Clerecía de Salamanque, actuelle université pontificale de Salamanque. Il a été chargé de la construction du grand cloître des études, de l'aile nord, de l'escalier royal et de la Aula Magna. Il a construit les tours de l'église en reprenant le plan de celles qu'il avait imaginé pour l'hôtel de ville, le portique des cloches au sommet de la façade, les retables de la Visitation et de saint Jacques.
À Betanzos il a édifié en 1765 avec Antonio Cándido de Quiñones le bâtiment qui abrite les archives de la Galice dont les plans ont été faits Feliciano Míguez. Une fois fini, le bâtiment a été utilisé comme une caserne et sert actuellement d'hôtel de ville,.
Il a ensuite construit la chapelle du Tiers ordre de saint François à Salamanque avec les retables en pierre qui la décorent et il en a confié la réalisation à Gabilán Tomé.
À partir de 1749 il reconstruit le cloître du Colegio de la Magdalena, détruit en 1810-1811 par les troupes françaises.
Il a obtenu la maîtrise d'œuvre des travaux de la bibliothèque de l'université de Salamanque bien que les plans soient de Manuel de Larra Churriguera.
Il a conçu le Rectorat (aujourd'hui Maison-musée Unamuno), construit entre 1758 et 1762, dans la Calle Libreros (rue des bibliothèques) de Salamanque, à côté du bâtiment des Escuelas Mayores de l'Université.
En 1777 il a édifié la couverture de l'église des Ursilines de Salamanque.
Avec Agustín de Vargas il a fait le portique de l'église de Calzada de Valdunciel (Province de Salamanque).